# 冰下火山
冰下火山（英語：subglacial volcano），也稱為冰川火山，是在冰川或冰蓋下的火山噴發形式，冰層被上升的熔岩融化后成湖。近期的冰下火山在冰島和南極洲很多；在加拿大不列顛哥倫比亞省和育空地區也有較老的冰下火山。
在噴發期間，火山熔岩融化了上面覆蓋的冰。也被水迅速冷卻，形成類似於水下火山噴發的枕狀熔岩形狀。當枕狀熔岩破裂並滾下火山斜坡時，就形成枕狀角礫岩、凝灰岩角礫岩和玻质碎屑岩。融化的水可能會從冰層下方釋放出來，就像 1996 年在冰島發生的那樣，當時Grímsvötn 火山口噴發，融化了 3 平方公里的冰層，並引發了一場大型冰川湖潰決洪水。
冰下火山的形狀往往非常典型和不尋常，頂部平坦，側面陡峭，可以防止周圍冰和融水的壓力坍塌。如果火山最終完全融化，穿過冰層，就會沉積水平熔岩流，火山頂部呈現近乎水平的形態。然而，如果後來有大量熔岩在地下噴發，那麼火山可能會呈現出更傳統的形狀。在加拿大，已知火山形成圓錐形和近乎水平的形狀。更明顯的平頂、陡峭的冰下火山被稱為 tuyas，1947 年加拿大地質學家比爾馬修斯以不列顛哥倫比亞省北部的 Tuya Butte 命名。在冰島，這種火山也被稱為桌山。

### 冰湖溃洪
冰下噴發通常會導致冰湖溃洪。 1996 年 11 月，Vatnajökull 冰蓋下方的 Grímsvötn 火山爆發並導致超過 750 平方公里（290 平方英里）冰湖溃洪，摧毀或嚴重損壞了橋樑。 在冰河時代，來自米蘇拉湖的洪水估計流量超過 17 × 106 m³/s（4.5 × 109 gal/s），覆蓋了華盛頓州東部三分之一的土地。 美國國家科學基金會項目主任索尼婭•埃斯佩蘭卡 (Sonia Esperanca) 評論了冰下火山的危險：“當一座被冰覆蓋的火山噴發時，熔岩、冰和融水之間的相互作用可能會產生災難性的後果。

### 南極噴發
2008 年 1 月，由 Hugh Corr 和 David Vaughan 領導的英國南極調查局 (Bas) 科學家（在《自然地球科學》雜誌上）報告說，2200 年前，南極洲冰蓋下爆發了一座火山（根據雷達圖像的空中調查）。 這是過去一萬年來最大的一次噴發，火山灰被發現沉積在哈德遜山脈下的冰面上，靠近松島冰川。